# Bacteroidaceae
Die Bacteroidaceae sind eine Familie von Bakterien. Eine Besonderheit ist die Produktion von Sphingolipiden. Hierbei handelt es sich um Lipide, die eher selten von Bakterien gebildet werden. Sie treten hauptsächlich bei Vielzellern auf. Beim Menschen kommen sie innerhalb von Nervenzellen vor. Die Typusgattung Bacteroides ist die am häufigsten vorkommende Bakteriengruppe im menschlichen Darm.

## Erscheinungsbild
Es handelt sich um gerade Stäbchen. Der Gram-Test fällt negativ aus. Sporen werden nicht gebildet. Sie sind obligat anaerob (Wachstum erfolgt nur in Abwesenheit von Sauerstoff). Die meisten Arten sind nicht begeißelt und somit nicht motil, Ausnahmen sind z. B. Bacteroides xylanolyticus (seit 2020 zu der Gattung Hungatella gestellt) und Bacteroides polypragmatus. Als Besonderheit unter den Bakterien produzieren viele Arten der Bacteroides Sphingolipide, spezielle Membranlipide, die eigentlich für die Vielzeller typisch sind. Sphingolipide werden nur von wenigen Bakterien produziert, z. B. Arten von den zu den Proteobacteria zählenden Sphingomonadaceae und von den Sphingobacteriaceae der Bacteroidetes.

## Stoffwechsel
Der Stoffwechselweg ist die Fermentation. Sie nutzen unter anderem verschiedene Zucker und Proteine zur Gärung. Endprodukte sind in u. a. Acetat und Wasserstoff (H2). Die Acetatbildung ist bei einigen Gattungen als Bestandteil ihres Namens vermerkt. Produkte von Bacteroides sind unter anderem Bernsteinsäure und Acetat. Die Gattung Anaerorhabdus produziert Acetat und Lactat.

## Vorkommen
Die Gattung Bacteroides ist mit 1011 Exemplaren pro Gramm Stuhl die dominierende Bakteriengruppe im menschlichen Verdauungstrakt. Sie kommt auch im weiblichen Genitaltrakt vor. Andere Vertreter wie Acetomicrobium kommen im Abwasserschlamm vor.

## Systematik
Die zuerst zu den Bacteroidaceae gestellte Gattung Anaerophaga wird nun unter den Marinilabiliaceae geführt. Die ebenfalls zuerst hier geführte Gattung Megamonas wird nun nach mehreren Umstellungen unter der Familie Selenomonadaceae der Firmicutes gestellt. Die Gattung Acetomicrobium Soutschek et al. 1985 wurde zu dem Phylum "Synergistetes" transferiert.
Es folgt eine Liste einiger Gattungen die zu Bacteroidaceae gestellt werden (Stand Mai 2021):
- Acetofilamentum Dietrich et al. 1989
- Acetothermus Dietrich et al. 1988
- Bacteroides Castellani & Chalmers 1919
- Phocaeicola Al Masalma et al. 2009